# Bait Al Wakeel
Bait Al Wakeel is een gebouw in Dubai. Het gebouw was oorspronkelijk een kantoorgebouw. Het was het eerste kantoorgebouw van Dubai en is gebouwd in 1934. Het gebouw is gerestaureerd en huisvest nu een museum over vistradities en een restaurant.